# Narakodur
Narakodur est un village du district de Guntur dans l'État d'Andhra Pradesh en Inde.
Selon le recensement de l'Inde de 2011, la localité compte une population de 6 564 habitants.

## Géographie
Narakodur est situé au nord-ouest du siège du mandal, Chebrolu.

## Démographie

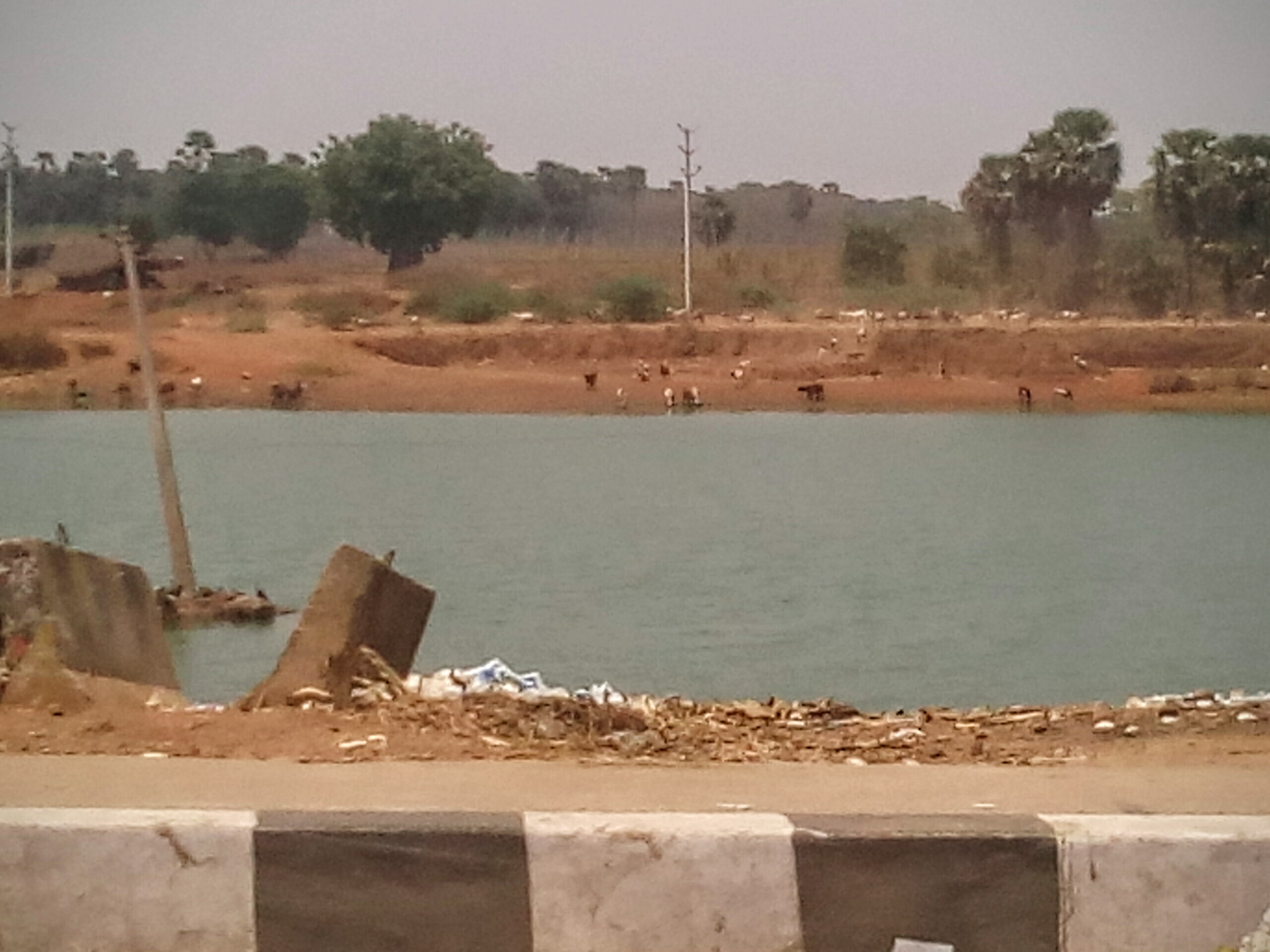
Un étang d'eau connu sous le nom de Pedda Cheruvu à Narakoduru

D'après le recensement de la population de 2011, la population de Narakodur s'élève à 6 564 dont 3 250 hommes et 3 314 femmes. Le taux d'alphabétisation moyen est de 72.32%.

## Gouvernance
Le gram panchayat de Narakodur est le gouvernement local autonome du village. Il est divisé en quartiers et chaque quartier est représenté par un membre du quartier. Le village fait partie de la région de la capitale de l'Andhra Pradesh et est sous la juridiction de l'APCRDA.

## Transport
Les transports locaux comprennent les services de bus urbains exploités par APSRTC de la gare routière NTR à Chebrolu,. La route nationale 48 traverse Narakodur, reliant Guntur et Chirala. La route Tenali – Narakodur croise la route Guntur – Chirala à la jonction de Narakodur. Des routes rurales relient le village à Ananthavarapadu, Gundavaram, Pathareddypalem et Vejendla.

## Éducation
Selon le rapport d’information scolaire pour l’année scolaire 2018-2019, le village compte un total de 5 écoles. Ces écoles comprennent 1 école privée et 4 écoles Zilla / Mandal Parishad.